# Ophiacanthella troscheli
Ophiacanthella troscheli är en ormstjärneart som först beskrevs av George Richard Lyman 1878.  Ophiacanthella troscheli ingår i släktet Ophiacanthella och familjen knotterormstjärnor. Inga underarter finns listade i Catalogue of Life.